# Schawarma

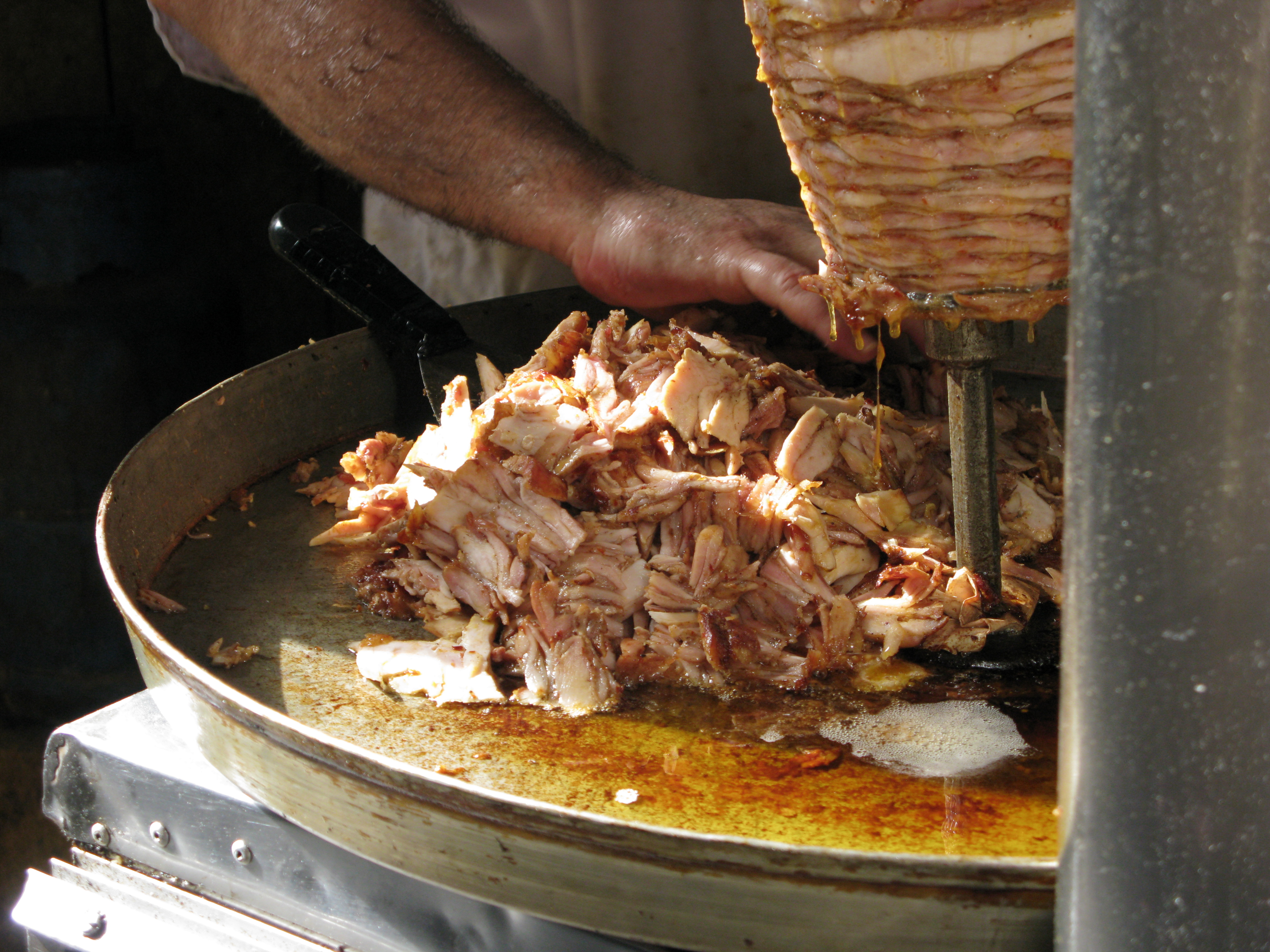
Zubereitung von Schawarma

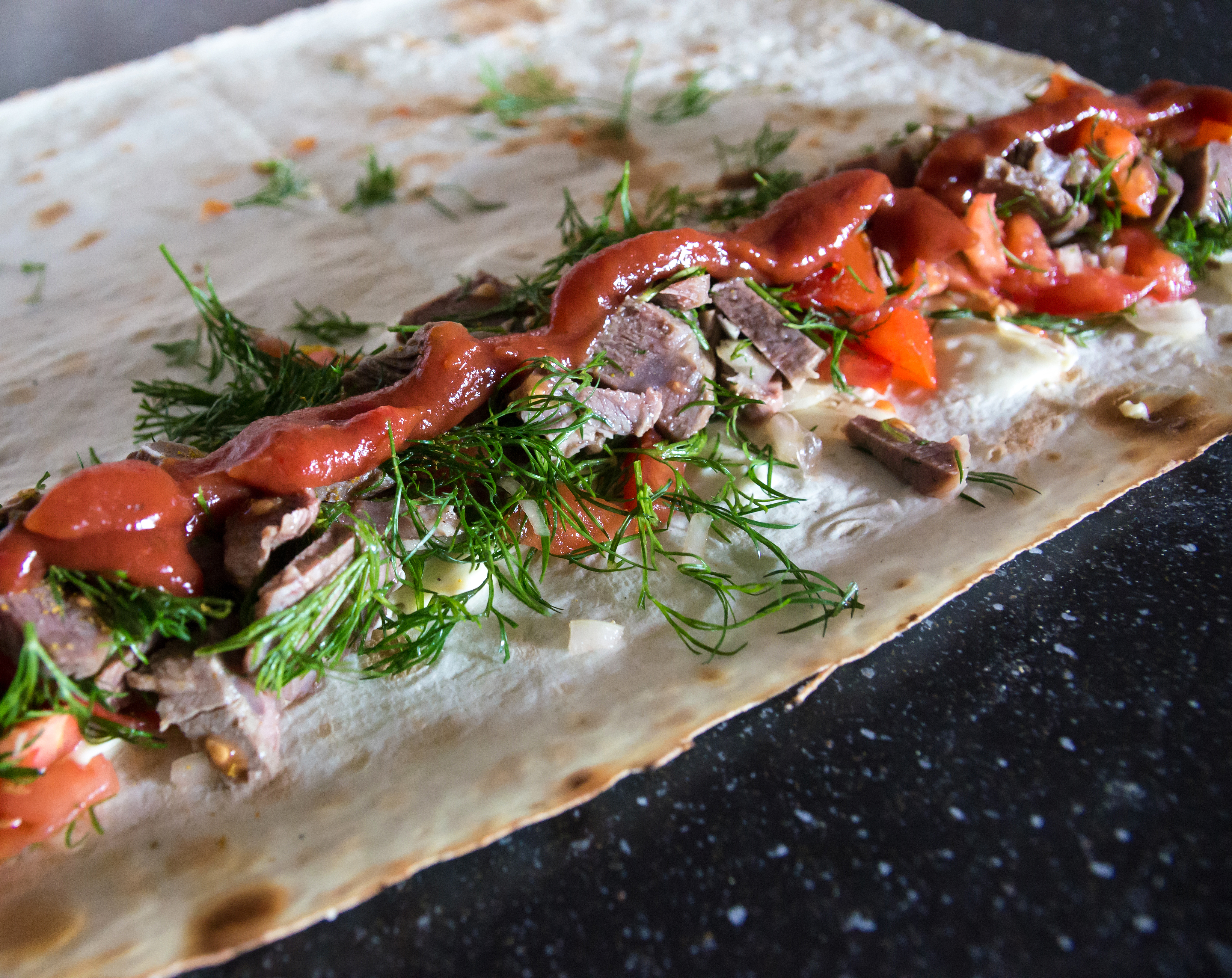
Schawarma

Schawarma (arabisch شاورما, DMG šāwarmā, hebräisch שווארמה, türkisch çevirme „umdrehen, wenden“) ist ein Fleischgericht der orientalischen bzw. arabischen Küche. Es wird vor allem in Libanon, Syrien, Jordanien, Ägypten, Palästina und Israel verzehrt, hat sich aber über Vorderasien hinaus auch in anderen Teilen der Welt verbreitet.
Wie Döner Kebab und Gyros besteht es aus marinierten großen Fleischscheiben, die schichtweise auf einen speziellen senkrechtstehenden Drehspieß gesteckt und gegrillt werden und von denen nach und nach die äußeren gebräunten Schichten dünn mit einem Messer abgeschnitten werden.

## Zutaten
Ursprünglich wurde für Schawarma nur Hammel- oder Lammfleisch verwendet, heute sind auch Rindfleisch sowie Geflügel wie Pute oder Huhn üblich. Vor dem Aufschichten auf den Spieß werden die Fleischstücke einige Stunden in einer Marinade aus Zitronensaft mit einer Vielzahl von Gewürzen wie Zimt, Kreuzkümmel, Koriandersamen, Kardamom, Kurkuma, Gewürznelken, Paprika, Pfeffer, Minze und Knoblauch eingelegt, die dem Gericht seinen typischen, leicht säuerlichen Geschmack verleiht.
Serviert wird Schawarma meist als Imbiss in ein dünnes Fladenbrot gewickelt – häufig zusammen mit Sumach und gebratenem oder milchsauer eingelegtem Gemüse und Salat. In der niederländischen Küche wird ein leicht abgewandeltes Gericht in frittierter Form als Shoarmarol (Schawarmarolle) angeboten.